# Lluís Dalmau i de Baquer
Lluís Dalmau i de Baquer   (la Seu d'Urgell, 22 de febrer de 1806 - Barcelona, 1 d'octubre de 1873) fou un notari, militar i historiador català. Fill de Josep Anton Dalmau i de Cubells i de Josepa de Baquer i Hortoneda, i germà de l'advocat i polític carlí Josep Ignasi Dalmau i de Baquer, exercí com a notari de La Seu d'Urgell.
S'havia dit que acompanyà el bisbe d'Urgell Simó de Guardiola durant quinze anys al seu exili a França però, entre 1833 i 1835 estava confinat per ordre de Llauder fins que va entrar a les ordres de Bartomeu Porredón. Durant tota la Primera Guerra Carlina va lluitar a favor de Carles Maria Isidre prenent. El 1849, li dedicà un llibre: la Historia de la República de Andorra, un resum d'història andorrana amb extractes del Manual Digest d'Antoni Fiter i Rossell (1748), presentant la posició oficiosa del bisbe d'Urgell davant els escrits que volien alterar o suprimir la cosobirania. La forma d'exposició fou seguida pels historiadors posteriors. El llibre inclou un mapa de les valls d'Andorra (escala 1:117.000), primer mapa del Principat que converteix els signes pictorics en cartografics. El mapa va servir de model al geograf i pirineista Jean-Francois Bladé (1827-1900), que el va revisar i el va inclou-re en la seva obra sobre les Valls d'Andorra: Études Géographiques sur la Vallée d'Andorre (París, 1875).

## Obra
- Historia de la República de Andorra (1849)